# Perissa oligoseta
Perissa oligoseta är en tvåvingeart som beskrevs av Ronald Henry Lambert Disney 1990. Perissa oligoseta ingår i släktet Perissa och familjen puckelflugor.
Artens utbredningsområde är Zimbabwe. Inga underarter finns listade i Catalogue of Life.